# Burg Tegernbach
Die Burg Tegernbach befand sich im Ortsteil Pfleg der Gemeinde Schlüßlberg im Bezirk Grieskirchen im Hausruckviertel von Oberösterreich.

## Geschichte
Eine frühe Erwähnung von Tegernbach stammt aus dem Jahr 820; damals war dies Mondseer Gebiet. Urkundlich wurden die Herren von Tegernbach erstmals 1096 genannt, erwähnt wird in einer Urkunde des Landes ob der Enns ein Ortolph von Tegernbach. Seine beiden Söhne Ortolph und Gebhard sind 1160 als Zeugen benannt. 1150 wird Tegernbach als Burg bezeichnet. Ein weiterer Ortolph stand im Streit mit dem Kloster St. Nikola in Passau, der langwierige Prozess dauerte von 1189 bis 1218. Auch zwischen den Brüdern Otto und Siboto von Tegernbach ist 1204 ein Zwist um einen Zehent bezeugt, der durch den Bischof Wolfker von Passau entschieden wurde. 1237 scheinen Friedrich von Pasching und Otto von Tegernbach als Zeugen auf einer Urkunde des Klosters St. Nikola auf. Otto von Tegernbach schenkte das Gut Reut bei Nordprechtsberg 1250 dem Stift St. Florian. Weitere Besitzer waren Otto, Dominius, Wolfingus mit Gattin Perichta und Tochter Agnes. Letztere vermählte sich mit Chunrad von Hartheim und hatte mit diesem drei Kinder (Chunigunde, Dietmut und Bertha). Nach deren Tode fiel Tegernbach an die Marsbacher. Agnes von Hartheim schenkte die Burg mit zugehörigem Besitz 1291 dem Kloster Mondsee.
Nach den Tegerbachern kam die Burg in den Besitz der Schaunberger, der Starhemberger und der Pollheimer. Andreas von Pollheim († 1420 in Wels) kaufte 1398 die Burg von seinem Onkel und Schwager Caspar und dessen Sohn Georg von Starhemberg. Söhne des Andreas waren Gottfried und Siegmund, weitere Besitzer waren der Landeshauptmann Reinprecht von Pollheim († 1466), sein Sohn Martin († 1498), dann dessen Brüder Andreas († 1496) und Siegmund († 1505). Letzter Besitzer war Siegmund Ludwig von Pollhaim zu Tegernbach (1494–1544). Von diesem wurde 1514 das Wasserschloss Parz von Hans Pirchinger erworben. Mit Erlaubnis durch Kaiser Maximilian I. durfte der Pollheimer dann die Burg Tegernbach abbrechen und mit dem Abbruchmaterial das Schloss Parz, auch als Neu-Tegernbach bezeichnet, bauen. Die Herrschaft Tegernbach wurde derjenigen von Parz inkorporiert (davon kommt der Name der Katastralgemeinde Pfleg von Schlüßlberg).

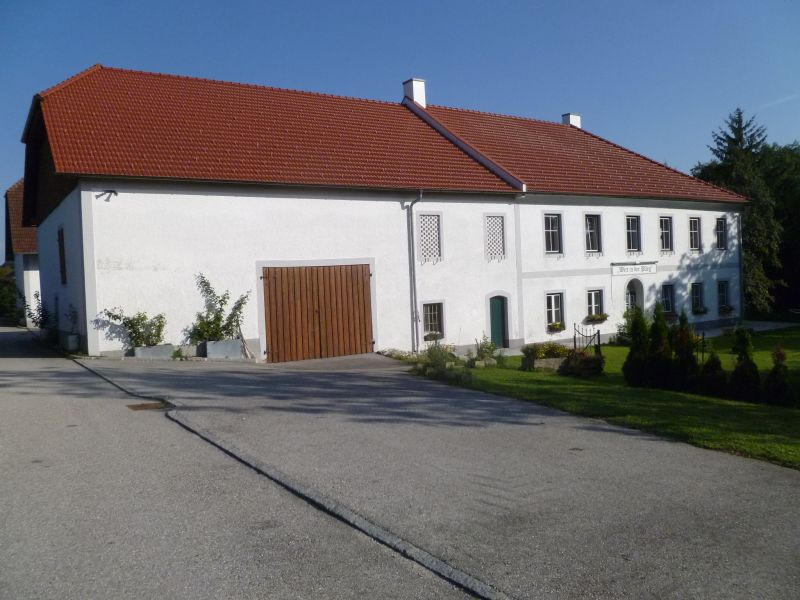
Wirt in der Pfleg

Über dem Eingang von Schloss Parz wird dieser Tatsache mit folgenden Worten gedacht:

„Kaiser Maximilian der Gros, Hat Parz diesen Schloss Seinen Namen verwandt und das Schloss Neu-Tegernbach genannt. Thät das aus Verdienst gnädig Vom Pollham Herrn Siegmund Ludwig. Der das Schloß zu Tegernbach Dahergebracht und abbrach. Im tausendfünfhuntertfünfzehnten Jahr Nach den Gott Mensch geboren war.“

An die Burg erinnert heute noch das Gasthaus in der Pfleg, das ehemals ein beliebtes Ausflugsziel war. Mittlerweile wurde aber der Gastbetrieb eingestellt.

## Anlage
Diese mächtige Feste stand auf zwei steilen Anhöhen, wobei die größere die Hauptburg trug und die kleinere eine Vorburg, beide waren mit einer Brücke miteinander verbunden (zweiteilige Erdkegelburg). Das in den Burggraben fließende Wasser wurde mittels eines Dammes aufgestaut, sodass die Burg eventuell als Wasserschloss anzusprechen wäre (nicht völlig gesichert, da hierbei ein Wasserstand von 15 bis 20 m Höhe vorausgesetzt wäre). Am Fuße der Hauptburg ist auf der Grabensohle ein Teichrelikt erhalten geblieben. Sie wurde auch als mächtigste und sicherste Burg von Oberösterreich bezeichnet.
Zu den Überresten findet man, wenn man der Beschilderung zur Hofbühne Tegernbach folgt und im Ortsgebiet am Feuerwehrhaus Richtung Pfleg fährt.